# (5335) Damocles
(5335) Damocles ist ein Asteroid aus der Gruppe der Damocloiden, der am 18. Februar 1991 von Robert McNaught am Siding-Spring-Observatorium entdeckt wurde. Benannt wurde der Asteroid nach Damokles.

## Eigenschaften des Orbits
Die Umlaufbahn des Asteroiden ist mit einer Exzentrizität von 0,866 stark elliptisch. Das Perihel liegt mit 1,582 AE im inneren Sonnensystem, das Aphel liegt mit 22,094 AE jenseits der Uranusbahn. Für einen Umlauf um die Sonne benötigt der Asteroid 40,73 Jahre. Des Weiteren ist die Bahnebene mit 61,95 Grad gegen die Ekliptik geneigt.
Duncan Steel, Gerhard Hahn, Mark Bailey, und David Asher haben Projektionen ihrer langfristigen dynamischen Entwicklung durchgeführt.